# Берем
Берем (фр. Bérem) — небольшой город и супрефектура в Чаде, расположенный на территории региона Восточное Майо-Кеби. Входит в состав департамента Каббия.

## Географическое положение
Город находится в юго-западной части Чада, к западу от реки Кабия (приток реки Майо-Кеби), на высоте 508 метров над уровнем моря.
Населённый пункт расположен на расстоянии приблизительно 288 километров к юго-юго-востоку (SSE) от столицы страны Нджамены.

## Население
По данным официальной переписи 2009 года численность населения Берема составляла 55 099 человек (26 176 мужчин и 28 923 женщины). Население супрефектуры по возрастному диапазону распределилось следующим образом: 50,4 % — жители младше 15 лет, 45,5 % — между 15 и 59 годами и 4,1 % — в возрасте 60 лет и старше.

## Транспорт
Ближайший аэропорт расположен в городе Гуну-Гая.